# تورو إيواتاني
تورو إيواتاني  (باليابانية: 岩谷 徹) ، من مواليد 25 يناير 1955م، وهو مصمم ألعاب فيديو ياباني سابق، انضم إلى شركة نامكو اليابانية عام 1977م، وأشتهر بصناعة سلسلة لعبة باك مان الشهيرة.

## مؤلفاته
- Iwatani، Toru (17 سبتمبر 2005). Pakkuman no Gēmu Gaku Nyūmon [Pacman's Methods [ك‍]]. Enter Brain. ISBN:978-4757717527. {{استشهاد بكتاب}}: zero width joiner character في |العنوان بالعربي= في مكان 42 (مساعدة)
- Iwatani، Toru (21 يونيو 2012). Gēmu no Ryūgi [The style of game [ك‍]]. Ohta Publishing. ISBN:978-4778313265. {{استشهاد بكتاب}}: zero width joiner character في |العنوان بالعربي= في مكان 43 (مساعدة)

## وصلات خارجية
- تورو إيواتاني على موقع IMDb (الإنجليزية)
- تورو إيواتاني على موقع الموسوعة البريطانية (الإنجليزية)
- تورو إيواتاني على موقع إن إن دي بي (الإنجليزية)
- تورو إيواتاني على موقع قاعدة بيانات الفيلم (الإنجليزية)
- تورو إيواتاني على موقع ANN person (الإنجليزية)

- Detailed Toru Iwatani biography نسخة محفوظة 24 مايو 2010 على موقع واي باك مشين. at PAC-MAN Museum
- Q&A: Pac-Man Creator Reflects on 30 Years of Dot-Eating at Wired.com